# Rivière du Sault aux Cochons
Rivière du Sault aux Cochons är ett vattendrag i Kanada.   Det ligger i provinsen Québec, i den östra delen av landet, 600 km nordost om huvudstaden Ottawa.